# The Goddess of Mercy

The Goddess of Mercy (觀世音 pour la version mandarine, 大暴君 / 대폭군 pour la version coréenne) est un film hongkongo-sud-coréen réalisé par Shin Sang-ok et Lim Won-sik, sorti en 1967. 
Il s'agit d'une adaptation d'une légende païenne asiatique.
Comme nombre de coproductions de l'époque, le film a été tourné en deux versions, le rôle principal étant joué par une actrice différente.

## Histoire
Tombée sous l'influence d'une secte originaire d'Inde, la princesse Miao Shang entre en conflit avec son père, un roi victorieux aux méthodes fermes, à propos du traitement des prisonniers que ce dernier a ramené de sa dernière campagne.

## Fiche technique
- Titre original : The Goddess of Mercy
- Réalisation : Shin Sang-ok et Lim Won-sik
- Scénario : Wang Liu-chao
- Photographie : Tung Shao-yung
- Société de production : Shaw Brothers
- Pays d'origine :  Hong Kong,  Corée du Sud
- Langue originale : mandarin
- Format : couleurs - 2,35:1 - mono - 35 mm
- Genre : drame familial
- Durée :
- Date de sortie : 1967

## Distribution
- Li Li-hua (version mandarine) / Choi Eun-hee (version coréenne) : Miao Shang
- Kim Seung-ho : l'Empereur Miao
- Choe Seong-ho : le colonel Wei, soupirant de Miao Shang
- Kim Jin-kyu : le prince de Bilu, un dirigeant vaincu
- Ouyang Sha-fei : Miao Yin, sœur de Shang
- Kao Pao-shu :  Miao Yun, sœur de Shang
- Lily Li : une jeune servante victime de harcèlement de la part de son supérieur

## Rééditions
La version mandarine restaurée a fait l'objet d'une réédition en disque numérique polyvalent ; comme la majorité des films coréens d'époque, la version coréenne ne semble pas avoir bénéficié d'une réédition.